# Моя подруго мила
«Моя подруго мила» — альбом Раїси Кириченко. Виданий лейблом NAC у 2008 році на аудіокасетах та CD (каталожний номер — CD 0211).

## Список пісень
1. Моя подруго мила
2. Моєму синові
3. Любов та весна
4. Припадаю до коня
5. Храм сповіді й любові
6. Любове ніжна моя
7. Хризантема
8. Дощі травневі
9. На Подільськім узвозі
10. Калинове гроно
11. От і упали сніги
12. Козацька доля
13. Ой, в лісі, лісі
14. Я горда жінка
15. Лишаймося собою